# Dotyk smaku
Dotyk smaku (gr. Πολιτική Κουζίνα, ang. A Touch of Spice) – grecko–turecko–brytyjski film fabularny z 2003 roku w reżyserii Tassosa Bulmetisa.

## Opis fabuły
Oparty na osobistych przeżyciach reżysera film przedstawia życie mniejszości greckiej w Stambule w XX wieku.  Film przedstawia problem migracji Greków z Miasta i ich sceptycznego przyjęcia przez krajan w Grecji. Bohater, teraz już jako uznany astrofizyk powraca po latach do miasta swojego dzieciństwa i podąża śladami dziadka, który nigdy nie podjął decyzji o wyjeździe ze Stambułu na stałe. Bardzo interesującym wątkiem filmu jest symbioza dwóch społeczności w Mieście – Greków i Turków, a także stopniowe oddalanie się ich od siebie.
Film otrzymał aż 10 nagród na Festiwalu Filmowym w Salonikach w 2003 roku. W 2004 został wyselekcjonowany jako grecki kandydat do nagrody Amerykańskiej Akademii Filmowej w kategorii najlepszy film nieanglojęzyczny, ale nie uzyskał nominacji.

## Obsada
- Georges Corraface jako Fannis Jakovides
- Ieroklis Michaelidis jako Savvas Jakovides
- Renia Louizidou jako Sultana Jakovidou
- Stelios Mainas jako Wujek Aimilios
- Tamer Karadagli jako Mustafa
- Basak Köklükaya jako Saime
- Tassos Bandis jako Dziadek Vasillis